# Hipposideros obscurus
Hipposideros obscurus là một loài động vật có vú trong họ Dơi nếp mũi, bộ Dơi. Loài này được Peters mô tả năm 1861.